# Michel Baron
Michel Baron, född 8 oktober 1653 och död 22 december 1729, var en fransk skådespelare.

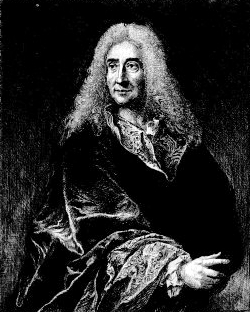
Michel Baron. Porträtt av François Courboin.

Baron var elev av Molière och anställd vid hans teater i Palais-Royal 1670-73, därefter vid teatern i Hôtel de Bourgogne samt 1680-91 och från 1720 vid Comédie-Française. Baron var sin tids store franske skådespelare, lika beundrad i tragedien som komedien och vid son återkomst till scenen efter 29 års frånvaro förnyare av den tragiska stilen i mera realistisk riktning. Han var den förste framställaren av flera bland Jean Racines hjältar. Baron skrev också själv för teatern, bland annat komedien L'homme à bonnes fortunes.